# Epeolus friesei
Epeolus friesei là một loài Hymenoptera trong họ Apidae. Loài này được Brauns mô tả khoa học năm 1903.